# 东溪 (沙县)
东溪，位于中华人民共和国福建省三明市沙县区的一条河流，是闽江主源沙溪左岸支流。主源称夏茂溪，发源于将乐县东南漠源乡圭洋村，蜿蜒向东南，流经明溪县东北隅、沙县区洋邦水库、夏茂镇、富口镇池村、高桥镇官庄村、凤岗街道漈硋村、张坑湾村、漈口村等地，于沙县区东山村汇入沙溪。河长63千米，流域面积949平方千米。